# Lübeck 1876
Der Lübecker Sportverein Gut Heil von 1876 e. V., kurz Lübeck 1876, Gut Heil Lübeck 1876 oder Gut Heil Lübeck, ist ein Sportverein aus Lübeck. Die erste Fußballmannschaft spielte ein Jahr in der höchsten Amateurliga Schleswig-Holsteins.

## Geschichte
Am 16. Juni 1876 traten einige Mitglieder der Lübecker Turnerschaft aus ihrem Verein aus und gründeten mit dem Turnverein Gut Heil einen eigenen Verein. Im Oktober 1923 kam es im Rahmen der Reinlichen Scheidung zur Spaltung. Die Abteilung Spiel und Sport wurde als Lübecker SV von 1913 eigenständig. Nach dem Zweiten Weltkrieg fusionierten beide Vereine wieder zum heutigen Lübecker Sportverein Gut-Heil von 1876. In der Vorkriegszeit waren die Fußballer und die Kraftsportler die Aushängeschilder des Vereins. Der Gewichtheber Hans Claussen gewann mehrere deutsche Meisterschaften und nahem an Weltmeisterschaften und Olympischen Spielen teil. In den 1950er und 1960er Jahren waren es vor allem die Leichtathleten, die überregional erfolgreich waren.

## Fußballabteilung
Zwischen 1921 und 1933 gehörten die Fußballer der höchsten Spielklasse an und belegten dort zumeist Mittelfeldpositionen. Die größten Erfolge waren vierte Plätze in den Jahren 1928 und 1930. Im Jahre 1933 wurde der Lübecker SV nicht in die neu geschaffene Gauliga Nordmark aufgenommen, nahm aber in der letzten Saison vor dem Ende des Zweiten Weltkriegs noch einmal an der Lübecker Staffel der Gauliga Schleswig-Holstein teil. Nach dem Zweiten Weltkrieg gehörten die Lübecker von 1948 an der Bezirksklasse Süd bzw. 2. Amateurliga Süd an. Nachdem die Mannschaft im Jahre 1954 noch in der Aufstiegsrunde gescheitert war, gelang fünf Jahre später der Aufstieg in die Landesliga Schleswig-Holstein.
Die Mannschaft musste als Tabellenletzter sofort wieder absteigen und verpasste im Jahre 1963 in der Aufstiegsrunde die Rückkehr ins schleswig-holsteinische Oberhaus. Im Jahre 1968 gehörte 1876 zu den Gründungsmitgliedern der Verbandsliga Süd und wurde Vizemeister. Bereits im Jahre 1971 ging es zurück in die Bezirksliga, wo die Mannschaft prompt in die Kreisliga durchgereicht wurde. Die Lübecker wurden daraufhin zu einer Fahrstuhlmannschaft und treten momentan (Saison 2016/17) in der Kreisklasse B an.

### Bekannte ehemalige Spieler
- Ahmet Arslan

## Leichtathletikabteilung
Deutlich erfolgreicher als die Fußballer waren die Leichtathleten. Anne-Chatrine Lafrenz wurde von 1955 bis 1957 dreimal in Folge Deutsche Meisterin im Diskuswurf und 1955 im Kugelstoßen. Wolfgang Krüger wurde 1968 Deutscher Meister im Marathonlauf. Uwe Gatermann war erfolgreich als Geher in der deutschen Nationalmannschaft.

## Handballabteilung
Die Frauen des SV 1876 spielten von 2011 bis 2015 in der viertklassigen Handball-Oberliga Hamburg - Schleswig-Holstein.
- Frauen: Aufstieg in die Handball-Oberliga (4. Liga) 2011
- DHB-Pokal (Frauen) 2. Runde 2010/11

### Spielerpersönlichkeiten
| - Nils Kretschmer (Handballspieler) - Kim Reiter (Handballspieler) | - Niclas Dombrowski (Handballspieler) - Cara Hartstock (Handballspielerin) |

## Weitere Abteilungen
Außer Fußball, Leichtathletik und Handball bietet der Verein derzeit Badminton, Gymnastik, Ski, Tanzen, Tennis, Tischtennis, Trampolin, Turnen, Volleyball und Reha-Sport an. Die früher renommierten Box- und Kraftsportabteilungen existieren nicht mehr.